# Seznam největších hokejových stadionů v Česku podle kapacity
Následující tabulka řadí hokejové stadiony na území Česka podle jejich kapacity. Pořadí je v prvním sloupci, ve druhém název stadionu, třetí značí tým zde hrající, ve čtvrtém sloupci je kapacita diváků, v pátém sloupci je míst sezení z celkového počtu a v posledním jiný celkový údaj o kapacitě. Jsou zde zahrnuty všechny stadiony s kapacitou alespoň 5 000, seznam zahrnuje také stadiony plnící kritéria pro 1. ligu (alespoň 1 500 míst). Údaje aktuální jsou k roku 1. 12. 2023 (některé byly doplněny i později).
Na zasedání Asociace profesionálních klubů (APK) v květnu 2010 byla schválena žádost hokejového klubu z Kladna, Mladé Boleslavi a Litvínova ohledně výjimky z licenčního řádu, který stanovuje minimální celkovou kapacitu 5 000 míst, z nichž musí být alespoň 3 500 k sezení. Tato pravidla platila pro českou nejvyšší soutěž extraligu. Od sezony 2022/2023 přebrala APK řízení extraligy a dle licenčního řádu byly oproti předchozímu stavu zmírněny požadavky na kapacitu stadionu, a to konkrétně celkovou 4 200 míst a z toho k sezení 2 000. Od této sezony musí být extraligové stadiony zároveň vybaveny i novým typem pružných mantinelů. Tyto podmínky zůstávají v platnosti i pro následující sezony. Kromě stadionů klubů hrajících ELH jsou již pružnými mantinely vybaveny i některé stadiony prvoligových klubů. V roce 2022 byly instalovány ve Zlíně a po rekonstrukci dokončené na začátku roku 2024 i v Ostravě-Porubě. Od července 2024 jimi disponuje i zimní stadion v Chomutově. Na přelomu července a srpna téhož roku došlo k jejich instalaci i ve Vsetíně. Tamní klub byl v předcházející sezóně právě z důvodu jejich absence nucen sehrát barážová utkání proti Kladnu v Brně. Extraligovým parametrům bude odpovídat i Horácká aréna, která je již rozestavěná a otevřená by měla být v roce 2025. Pro 1. ligu je licenčním řádem stanovena minimální celková kapacita stadionu 1 500 míst. Cílem do příštích let je vybavit pružnými mantinely i stadiony v této soutěži. V červenci 2024 byly pružné mantinely instalovány i na stadionu druholigového Tábora. Je uvažováno o jeho využití jako azylu pro případná extraligová utkání Motoru České Budějovice během MS žen 2025. Od října 2024 jimi po rekonstrukci ledové plochy disponuje i další stadion druholigového klubu v Havlíčkově Brodě.
| Pořadí | Název stadionu                     | Město               | Mužstvo                      | Kapacita | K sezení | Otevření (poslední rekonstrukce) | Pružné mantinely | Zdroj  |
| ------ | ---------------------------------- | ------------------- | ---------------------------- | -------- | -------- | -------------------------------- | ---------------- | ------ |
| 1      | O2 arena                           | Praha               | HC Sparta Praha              | 17 360   | 17 360   | 2004 (2023)                      | 2015             |        |
| 2      | Sportovní hala Fortuna             | Praha               | ČZU Farmers Prague           | 13 150   | 11 544   | 1962                             |                  |        |
| 3      | Arena Brno (ve výstavbě)           | Brno                | HC Kometa Brno               | 12 714   |          | 2026 (plán)                      | Ano              |        |
| 4      | Enteria arena Pardubice            | Pardubice           | HC Dynamo Pardubice          | 10 194   | 8 704    | 1958 (2001)                      | 2019             |        |
| 5      | Ostravar Aréna                     | Ostrava             | HC Vítkovice Ridera          | 9 833    | 9 833    | 1986 (2014)                      | 2019             |        |
| 6      | LOGSPEED CZ Aréna                  | Plzeň               | HC Škoda Plzeň               | 8 236    | 5 879    | 1950                             | 2022             |        |
| 7      | Winning Group Arena                | Brno                | HC Kometa Brno               | 7 700    | 4 700    | 1982 (2015)                      | 2019             |        |
| 8      | Zimní stadion Karviná              | Karviná             | HC Falcons Sokol Karviná     | 7 500    | 7 500    | 1962 (1971)                      |                  |        |
| 9      | Home Credit Arena                  | Liberec             | Bílí Tygři Liberec           | 7 500    | 7 250    | 2005                             | 2022             |        |
| 10     | Trinity bank Arena Luďka Čajky     | Zlín                | RI Okna Berani Zlín          | 7 000    | 4 525    | 1957                             | 2022             |        |
| 11     | ČPP aréna                          | Hradec Králové      | Mountfield Hradec Králové    | 6 890    | 3 655    | 1957, 2007, (2014)               | 2021             |        |
| 12     | Zimní stadion Ústí nad Labem       | Ústí nad Labem      | Slovan Ústečtí Lvi           | 6 500    | 4 750    | 1956 (1971, 2004, 2010)          |                  |        |
| 13     | Budvar aréna                       | České Budějovice    | Banes Motor České Budějovice | 6 421    | 5 870    | 1946 (2002)                      | 2022             |        |
| 14     | Zimní stadion Ivana Hlinky         | Litvínov            | HC Verva Litvínov            | 6 211    | 1 911    | 1955,1965 (2013)                 | 2022             |        |
| 15     | KV Arena                           | Karlovy Vary        | HC Energie Karlovy Vary      | 6 000    | 6 000    | 2009                             | 2022             |        |
| 16     | Horácká aréna (ve výstavbě)        | Jihlava             | HC Dukla Jihlava             | 5 750    |          | 2025 (plán)                      | Ano              |        |
| 17     | Zimní stadion Příbram              | Příbram             | HC Příbram                   | 5 700    | 3 500    | 1933                             |                  |        |
| 18     | Zimní stadion Opava                | Opava               | HC Slezan Opava              | 5 500    | 2 000    | 1953                             |                  |        |
| 19     | Nevoga Arena                       | Znojmo              | HC LERAM Orli Znojmo         | 5 500    | 2 300    | 1970 (1998)                      |                  |        |
| 20     | Zimní stadion města Kolín          | Kolín               | SC Marimex Kolín             | 5 500    | 1 500    | 1932 (2009)                      |                  |        |
| 21     | Na Lapači                          | Vsetín              | VHK Vsetín                   | 5 400    | 1 700    | 1966 (2011)                      | 2024             |        |
| 22     | Zimní stadion Olomouc              | Olomouc             | HC Olomouc                   | 5 500    | 3 800    | 1948                             | 2022             |        |
| 23     | Werk Arena                         | Třinec              | HC Oceláři Třinec            | 5 400    | 5 000    | 2014                             | 2019             |        |
| 24     | Rocknet aréna                      | Chomutov            | Piráti Chomutov              | 5 250    | 4 020    | 2011                             | 2024             | [ 15 ] |
| 25     | ČEZ stadion                        | Kladno              | Rytíři Kladno                | 5 184    | 3 684    | 1949 (1959, 2002, 2014, 2022)    | 2022             |        |
| 26     | Zimní stadion Eden                 | Praha               | HC Slavia Praha              | 5 138    | 1 116    | 1975                             |                  |        |
| 27     | Zimní stadion Prostějov            | Prostějov           | LHK Jestřábi Prostějov       | 5 125    | 2 000    | 1957 (2005)                      |                  |        |
| 28     | Gascontrol Aréna                   | Havířov             | HC AZ Havířov 2010           | 5 100    | 5 100    | 1968                             |                  |        |
| 29     | Zimní stadion Děčín                | Děčín               | HC Děčín                     | 5 100    | 4 930    | 1969                             |                  |        |
| 30     | Zimní stadion Tábor                | Tábor               | HC Tábor                     | 5 000    | 3 992    | 1971                             | 2024             |        |
| 31     | Zimní stadion Sokolov              | Sokolov             | HC Baník Sokolov             | 5 000    | 500      | 1961 (2010)                      |                  |        |
| 32     | RT Torax Arena                     | Ostrava             | HC RT Torax Poruba           | 4 200    | 2 603    | 1998 (2003, 2024)                | 2024             |        |
| 33     | ŠKOENERGO Aréna                    | Mladá Boleslav      | BK Mladá Boleslav            | 4 200    | 2 200    | 1956, 2007, (2008)               | 2022             |        |
| 34     | Zimní stadion Kotlina              | Havlíčkův Brod      | BK Havlíčkův Brod            | 4 000    | 700      | 1957 (1979)                      | 2024             |        |
| 35     | Zimní stadion Studénka             | Studénka            | HC Studénka                  | 3 500    | 3 500    | 1946 (1999)                      |                  |        |
| 36     | Zimní stadion Václava Nedomanského | Hodonín             | SHKM Baník Hodonín           | 3 500    | 780      | 1958 (1966, 1984, 2001, 2006)    |                  |        |
| 37     | Zimní stadion Klatovy              | Klatovy             | HC Klatovy                   | 3 250    | 1 711    | 1969                             |                  |        |
| 38     | Zimní stadion Slaný                | Slaný               | HK Lev Slaný, HC Řisuty      | 3 200    | 900      | 1980                             |                  |        |
| 39     | Emro aréna                         | Pelhřimov           | HC Lední Medvědi Pelhřimov   | 3 100    | 2 600    |                                  |                  |        |
| 40     | Zimní stadion Kopřivnice           | Kopřivnice          | HC ISMM Kopřivnice           | 3 034    | 1 083    | 1956 (1967, 1970, 2015)          |                  |        |
| 41     | KHNP Arena (v rekonstrukci)        | Třebíč              | SK Horácká Slavia Třebíč     | 2 600    | 2 600    | 1959 (2010, 2026 – plán)         |                  |        |
| 42     | Zimní stadion Krystal              | Krnov               | HK Krnov                     | 2 242    | 1 252    | 1985 (2003, 2008, 2020)          |                  |        |
| 43     | Kalich aréna                       | Litoměřice          | HC Stadion Litoměřice        | 1 750    | 1 750    | 1972 (2010)                      |                  |        |
| 44     | Zimní stadion Cheb                 | Cheb                | HC Stadion Cheb              | 1 670    | 152      | 1977 (2004)                      |                  |        |
| 45     | Zimní stadion Benátky nad Jizerou  | Benátky nad Jizerou | HC Benátky nad Jizerou       | 1 500    | 200      | 1998                             |                  |        |

## Zaniklé stadiony
| Název stadionu              | Město         | Mužstvo                 | Kapacita | K sezení | Otevření | Zbourání |
| --------------------------- | ------------- | ----------------------- | -------- | -------- | -------- | -------- |
| Zimní stadion Za Lužánkami  | Brno          | HC Kometa Brno          | 10 200   |          | 1947     | 2009     |
| Zimní stadion Josefa Kotase | Ostrava       | HC Vítkovice Ridera     | 10 000   |          | 1947     | 2004     |
| Zimní stadión Štvanice      | Praha         | LTC Praha               | 10 000   |          | 1932     | 2011     |
| CZ LOKO Aréna               | Jihlava       | HC Dukla Jihlava        | 7 200    | 1 731    | 1955     | 2022     |
| VSH Frýdek-Místek           | Frýdek-Místek | HC Frýdek-Místek        | 6 500    | 6 000    | 1986     | 2013     |
| Zimní stadion Teplice       | Teplice       | HC Stadion Teplice      | 6 000    |          | 1976     | 2016     |
| ČEZ Stadion Chomutov        | Chomutov      | KLH Chomutov            | 6 000    |          | 1948     | 2011     |
| Stará Werk Arena            | Třinec        | HC Oceláři Třinec       | 5 200    |          | 1967     | 2016     |
| Zimní stadion Karlovy Vary  | Karlovy Vary  | HC Energie Karlovy Vary | 4 680    |          | 1947     | 2009     |
| Zimní stadion Vyškov        | Vyškov        | VTJ Vyškov              | 3 000    |          | 1974     | 2017     |
| Zimní stadion Nikolajka     | Praha         | HC Smíchov 1913         | 2 100    |          | 1961     |          |